# Impôt sur la fortune

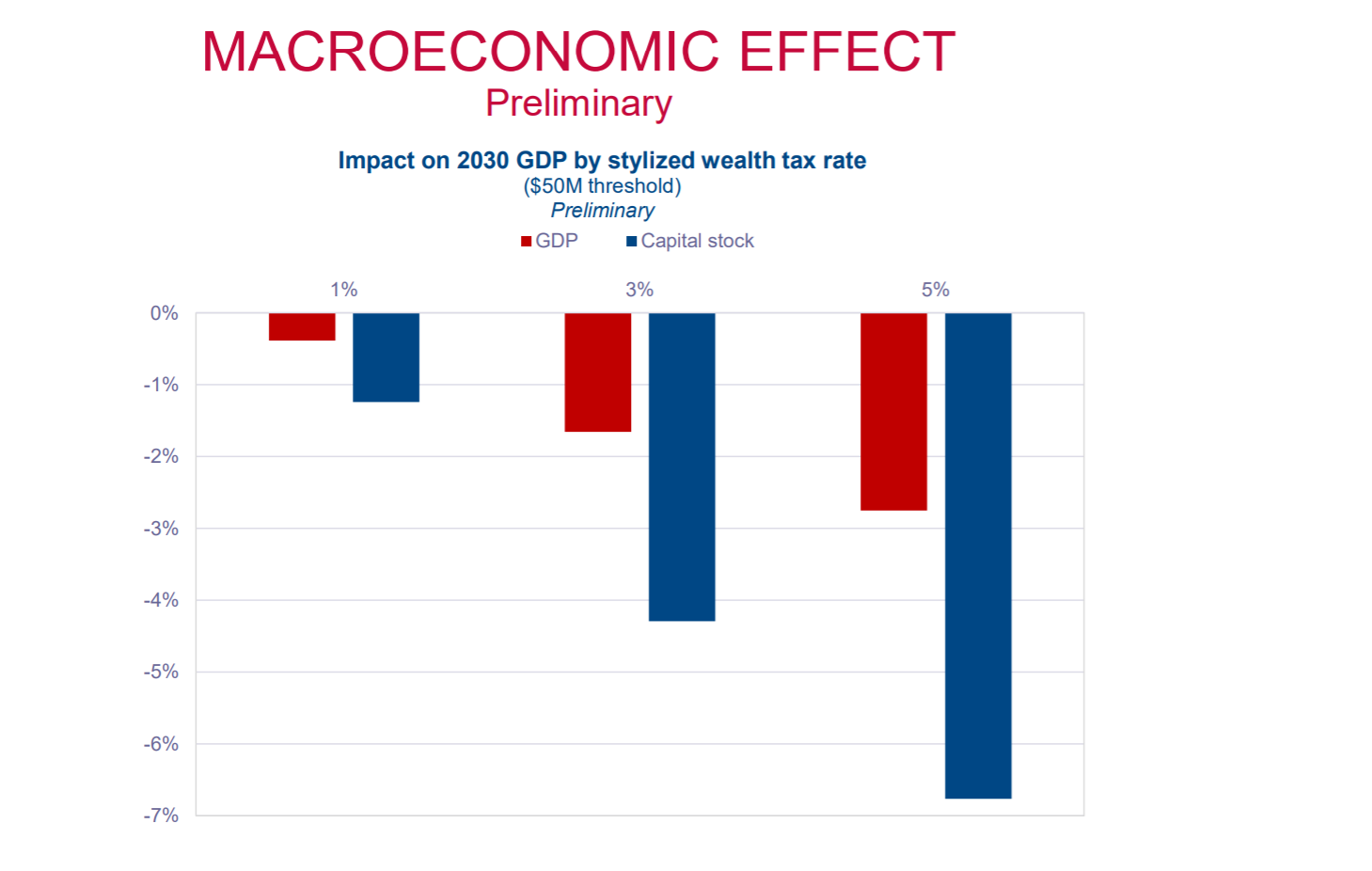
Impot

L’impôt sur la fortune est un impôt individuel appliqué non pas sur un revenu ou une transaction, mais sur le patrimoine, en fonction de la valeur de tout ou partie des biens d'une personne.
Le premier impôt sur la fortune aurait été créé en 1183 par Baudouin IV, roi de Jérusalem.
Il n'est appliqué au niveau national que dans quelques pays à travers le monde et « seulement 4 % de la fiscalité dans le monde provient de l’impôt sur la fortune », selon l'ONG Oxfam.
Ses partisans invoquent la redistribution des richesses, tandis que ses adversaires sont opposés à cette redistribution forcée ou jugent que cet impôt ne permet pas d'atteindre cet objectif et appauvrit souvent le pays in fine par l'expatriation fiscale.

## Historique
Selon les économistes Emmanuel Saez et Gabriel Zucman, un impôt sur la propriété foncière et immobilière existait déjà au XVIIe siècle en Angleterre, appelé "Land tax". 
Cet impôt trouve sa source dans le départ en Amérique de personnes voulant échapper aux persécutions religieuses. Dès leur arrivée dans le Nouveau Monde, les habitants des colonies du Nord des Treize Colonies (du New Hampshire à la Pennsylvanie) souhaitèrent mettre à contribution les colons les plus riches. Outre le patrimoine immobilier, ils taxèrent toutes les autres formes de richesse: des actifs financiers (actions, obligations, prêts, etc.) jusqu'aux bestiaux, stocks de marchandises, navires et bijoux. Ainsi, en 1640 la colonie du Massachusetts taxait toutes les formes de patrimoine. Les méthodes d'estimation, variables d'un État à l'autre, évoluèrent au fil du temps, mais la règle consistait généralement à évaluer les actifs à leur valeur de marché. Les systèmes fiscaux des colonies du Nord étaient progressifs, et bien plus modernes et démocratiques que les impôts alors en vigueur en Europe.

## Impôt sur la fortune dans le monde
Les pays européens qui ont institué un impôt sur le patrimoine se divisent en 2 types:
- Au Liechtenstein et aux Pays-Bas, cet impôt remplace les impôts sur les revenus de capitaux;
- En Norvège, Suisse, France et Espagne, il s'ajoute aux impôts sur les revenus des capitaux.

### Liechtenstein
Le Liechtenstein a une assiette large avec un taux de 0,8 %, qui remplace la fiscalité des revenus du capital.

### Norvège
La Norvège applique un taux de 0,85 %,,. La résidence principale est comptée dans la fortune environ au tiers de sa valeur.

### Suisse
En Suisse, l'impôt est perçu par les cantons et non par la Confédération. Il y «fait office de droits de succession quasi inexistants». Dans les cantons qui le perçoivent, il existe une franchise, c'est-à-dire que la fortune n'est imposable qu'à partir d'un certain montant. Ce montant est par exemple en 2015 de 82 839 francs pour une personne célibataire, veuve, divorcée ou séparés sans enfants à Genève (165 678 francs pour un couple marié).

### Espagne
L'Espagne l'a supprimé en 2008 par les socialistes espagnols puis remis en vigueur à partir de 2011. Le taux officiel de la tranche la plus élevée de 3,5% peut sembler énorme, mais il est très atténué de plusieurs façons :
- il n'est pas perçu dans la Communauté de Madrid, et de ce fait la plupart des grandes fortunes espagnoles ont choisi Madrid comme résidence principale;
- le total de l'impôt sur le revenu et de l'impôt sur la fortune est plafonné à 60% des revenus nets;
- l'assiette de l'impôt comporte de nombreuses exceptions.

### France
La France a eu plusieurs impôts sur la fortune: Impôt de solidarité nationale en 1945, Impôt sur les grandes fortunes de 1982 à 1987 et Impôt de solidarité sur la fortune de 1989 à 2017, avec un taux de 0,5 % à 1,50 % (par tranches) de la valeur nette taxable (VNT) et un seuil de 1 300 000 €. Il a été remplacé par l'Impôt sur la fortune immobilière. Le remplacement de l'ISF par l'IFI par le gouvernement d'Édouard Philippe en 2017 a permis aux cent contribuables les plus riches de payer 1,2 million d'euros en moins en moyenne selon un rapport du Sénat.

### Pays-Bas
Aux Pays-Bas, tout comme au Liechtenstein, l'État perçoit un impôt sur la fortune des ménages de 1,2% qui remplace l'impôt sur le revenu des capitaux mobiliers et celui sur les plus-values mobilières tels qu'ils sont perçus dans d'autres pays.

### Inde
En Inde, uniquement sur les biens non productifs de revenus (véhicules, bijoux, immobilier non loué, etc.).

### Argentine
L'Argentine envisage d'introduire ce type de taxe pour financer les mesures anti-covid.

## Pays l'ayant supprimé
Certains pays disposaient de ce type d'impôt mais l'ont supprimé :
- La France qui a remplacé l'ISF par l'IFI par le gouvernement d'Édouard Philippe en 2017 (voir ci-dessus)
- les États-Unis (voir section historique: l'impôt sur la fortune existait dès le XVIIe siècle dans les colonies du Nord).
- le Japon en 1950.
- l'Italie en 1992: l'ISF est devenu un impôt sur les biens immobiliers, à l'exception de la résidence principale et des terrains agricoles.
- l'Autriche en 1994.
- l'Irlande en 1997.
- le Danemark en 1997.
- l'Allemagne en 1997[16].
- le Luxembourg en 2006[17].
- la Finlande en 2006[18].
- la Suède, l'impôt sur la fortune mis en place en 1947 disparaît en 2007, « pour favoriser les investissements et l'emploi »[19].
- l'Espagne, l'avait supprimé au 1er janvier 2008, et l'a rétabli à cause de la crise bancaire de 2011 de façon temporaire.
- la Grèce, en 2009.
- la Hongrie en 2010.

## Analyses
L’Institut allemand pour la recherche économique (DIW) estime dans une étude parue en 2020 que «l'impôt sur la fortune n'est pas la solution au sujet» des différences de patrimoine au sein de la population.
En juillet 2023, un groupe composé d'économistes, de militants, de millionnaires engagés et de personnalités politiques a déposé une initiative citoyenne européenne visant à instaurer un impôt européen sur la fortune des 1% les plus riches. Le revenu de l'impôt serait affecté au financement de la transition écologique et sociale.